# Icoglani

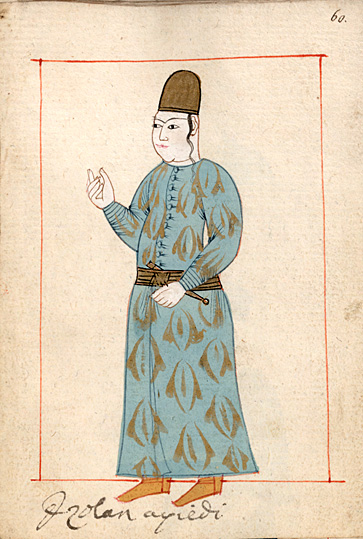
Icoglane - ill. del Libro di costumi Ralamb, XVII secolo.

Icoglani, dal turco Içoğlan, erano i paggi al servizio del sultano ottomano.

## Storia
Erano autorizzati all'accesso della parte più privata ed intima della sua residenza costantinopolitana, il Palazzo Topkapı, il c.d. Enderûn. Si trattava di schiavi reclutati con il sistema del Devscirme e facenti quindi parte del c.d. Kapıkulu. 
Il termine veniva anche utilizzato per indicare le reclute del corpo dei giannizzeri.